# دارحوض
دارحوض، روستایی از توابع بخش مرکزی شهرستان خرم‌آباد در استان لرستان ایران است.

## جمعیت
این روستا در دهستان رباط قرار دارد و براساس سرشماری مرکز آمار ایران در سال ۱۳۸۵، جمعیت آن ۲۷۸ نفر (۵۶خانوار) بوده‌است.